# 胡賓 (赫梅利尼茨基州)
49°46′43″N 27°26′36″E / 49.77861°N 27.44333°E
胡賓（烏克蘭語：Губин）是位於烏克蘭西部的村莊，由赫梅利尼茨基州裡赫梅利尼茨基區的舊奧斯特羅皮利市鎮負責管轄。該村始建於1242年，面積2.04平方公里，海拔高度270米，2001年人口301。